# Opus

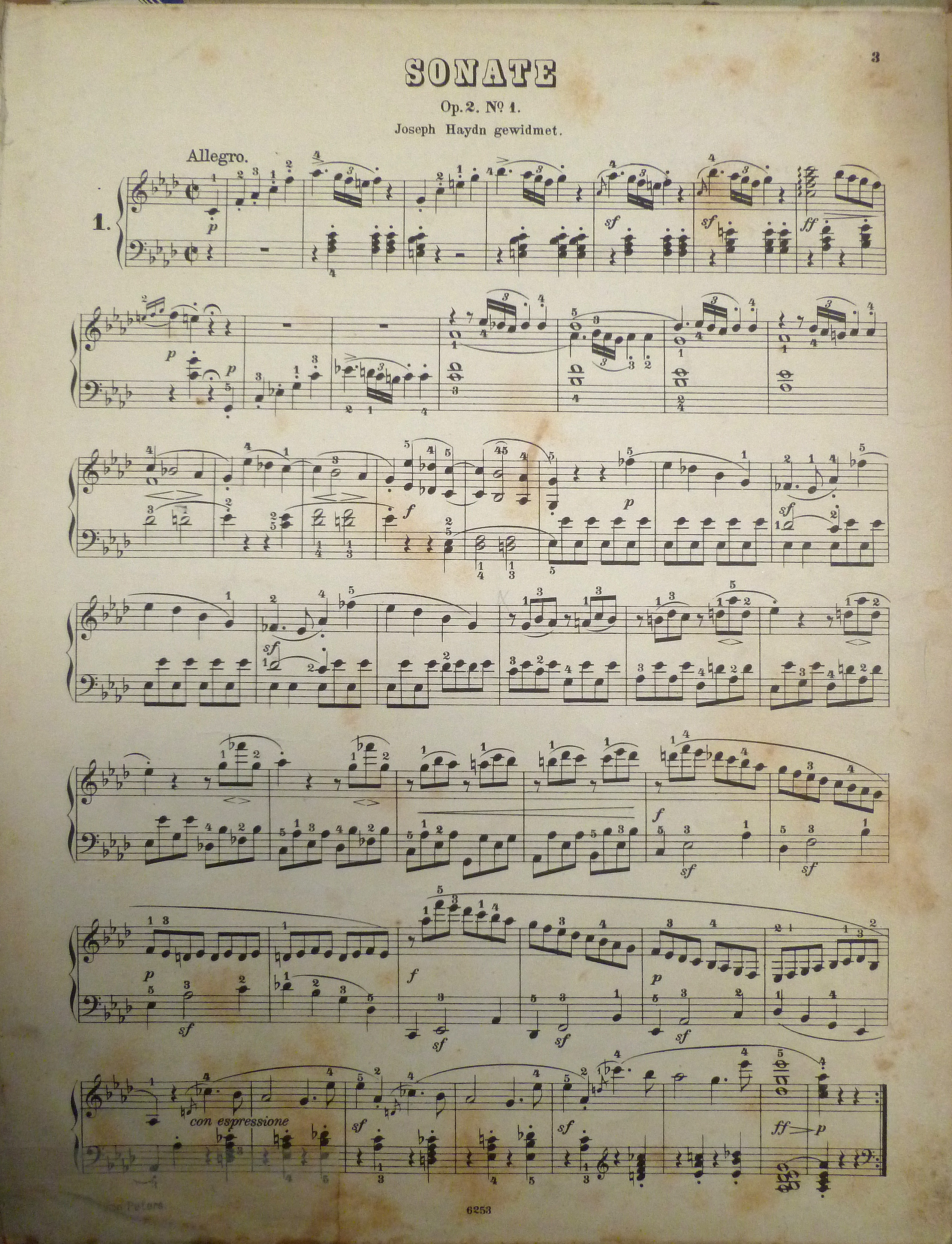
Op.2 của Joseph Haydn - Ảnh chụp trang tổng phổ đầu của bản nhạc cũ "Sonare opus 2 n°1" của ông tại một cuộc đấu giá nghệ thuật ở Bỉ.

Opus (từ nguyên gốc tiếng Latinh opus (phiên âm: "ô-pút"), tương đương với từ work (tiếng Anh) và œuvre (tiếng Pháp) nghĩa là "tác phẩm") là các nhạc phẩm khí nhạc được đánh số theo trình tự nhất định của một tác giả. Opus thường được viết tắt là "op." và luôn đi kèm theo một con số chỉ thứ tự mà nhà soạn nhạc sáng tác ra tác phẩm đó đánh số theo trình tự nhất định nào đó, hoặc có khi trình tự này do nhà xuất bản ấn định. Vì vậy, trong tiếng Anh thuật ngữ này được gọi đầy đủ hơn là "opus number" (số của tác phẩm). Chẳng hạn op. 2 của Joseph Haydn là tác phẩm số hai trong thứ tự sáng tác của ông.
Số opus giúp người nghe hoặc người nghiên cứu âm nhạc biết được sáng tác sớm hay muộn trong sự nghiệp của một nhà soạn nhạc, hoặc giúp phân biệt các nhạc phẩm cùng thể loại và cùng chủ đề của cùng một nhạc sĩ. Chẳng hạn Frédéric Chopin có hai bản bản côngxectô cho dương cầm, đều gọi là "piano concerto", thì bản op.11 ra đời trước gọi là bản côngxectô số 1, còn bản op.21 là bản côngxectô số 2.
Trong nhạc cổ điển, một opus thường là một tác phẩm âm nhạc riêng biệt, không giới hạn về độ dài biểu diễn, nhưng có khi - tùy theo nhạc sĩ sáng tác - một opus lại gồm nhiều tác phẩm, hoàn toàn độc lập với nhau, tuy cùng thể loại. Chẳng hạn, op. 21 của Ludwig van Beethoven là bản Giao hưởng số 1 dài khoảng 25 - 30 phút là một tác phẩm gồm bốn chương (movements) cần biểu diễn liên tục; còn op. 64 của Frédéric Chopin gồm ba nhạc phẩm độc lập, có thể biểu diễn tách riêng đánh số là "op. 64 n°1", "op. 64 n°2" và "op. 64 n°3".
Thuật ngữ âm nhạc này hiện nay thường chỉ tồn tại trong lĩnh vực nghiên cứu và biểu diễn nhạc cổ điển. Thêm vào đó, sự "đánh số" nhạc phẩm kiểu này cũng có nhược điểm, nên đã xuất hiện các hệ thống khác.

## Các hệ thống khác
Để quản lý việc sử dụng số opus không thống nhất, đặc biệt là của các nhà soạn nhạc thời kỳ Barôc (1600–1750) và của thời kỳ nhạc cổ điển (1720–1830) - các nhà lí thuyết âm nhạc đã phát triển hệ thống số danh mục toàn diện và rõ ràng hơn cho các tác phẩm của các nhà soạn nhạc. Các hệ thống này khá phức tạp với người không am hiểu, nhưng dễ nhận biết trong giới nghiên cứu âm nhạc. Cụ thể:
- Kí hiệu BWV dùng cho J. S. Bach - viết tắt từ tên hệ thống "Bach-Werke-Verzeichnis" do Wolfgang Schmieder ấn định. Chẳng hạn: BWV 232 là nhạc phẩm về Thánh lễ (tiếng Đức: h-Moll-Messe) được hoàn thành vào năm 1749.
- Với các nhạc phẩm của F. Chopin, đã có ba hệ thống danh mục được áp dụng: Số B của Maurice J.E. Brown; KK của Krystyna Kobylańska; bộ kí hiệu A, C, D, E, P và S của Józef Michał Chomiński cho các tác phẩm mà chính nhà soạn nhạc chưa đánh số. Ví dụ: đọc thấy kí hiệu nhạc phẩm là "B150", thì hiểu ngay là tác phẩm hòa tấu dương cầm số 2 của Chopin do Maurice J.E. Brown phân loại, ứng với "op.21 Chopin".
- Với Wolfgang Amadeus Mozart được xác định bằng K hoặc KV (Köchel-Verzeichnis), theo hệ thống danh mục do Ludwig Ritter von Köchel lập ra. Ví dụ: viết "KV 448" ngắn gọn hơn rất nhiều so với  tên gọi "Bản sô-nat cho hai dương cầm giọng rê trưởng của Mozart".
- Với Dietrich Buxtehude dùng kí hiệu BuxWV-số (viết tắt của Buxtehude-Werke-Verzeichnis)
- Với C. Debussy dùng kí hiệu L-số do François Lesure đề xuất.
- Với A. Dvořák - được xác định bằng kí hiệu B-số, theo danh mục  của Jarmil Burghauser; đã giải quyết các vấn đề về các số opus khác nhau và trùng lặp được chỉ định bởi các nhà xuất bản nhạc của Dvořák.
- Với Joseph Haydn được xác định bằng Hob, theo danh mục năm 1957 của Anthony van Hoboken.
- Với Franz Liszt được xác định bằng S-số, theo danh mục The Music of Liszt (1960), của Humphrey Searle.
- Với Niccolò Paganini được xác định bằng số MS, theo Catalogo tematico năm 1982, bởi Moretti và Sorrento.
- Với Domenico Scarlatti được xác định với ba hệ thống danh mục: L-số theo danh mục 1906 của Alessandro Longo; K-số và Kk-số theo danh mục năm 1953 của Ralph Kirkpatrick; và P-số, theo danh mục năm 1967 của Giorgio Pestelli.
- Với Franz Schubert được xác định bằng D-số, theo danh mục của Otto Erich Deutsch.
- Với Maurice Ravel được xác định bằng M-số, theo danh mục năm 1986 của Marcel Marnat.
- Với Henry Purcell được xác định bằng Z-số, theo danh mục của Franklin B. Zimmerman.
- Với Antonio Vivaldi được xác định bằng RV-số, theo danh mục Ryom-Verzeichnis của Peter Ryom.